# Liste der Gymnasien in Tempelhof-Schöneberg
Die Liste der Gymnasien in Tempelhof-Schöneberg führt alle bestehenden Gymnasien im Bezirk Tempelhof-Schöneberg in Berlin auf.

## Legende
- Name: Name des Gymnasiums
- Namensgeber: Namensgeber der Schule
- Gründungsjahr: Gründungsjahr der Schule
- Schüler: Anzahl der Schüler im Schuljahr 2023/24[1]
- Ortsteil: Ortsteil im Bezirk Tempelhof-Schöneberg
- Bild: Bild der Schule

## Liste
| Name                        | Namensgeber                 | Gründungsjahr | Schüler (2023/24) | Ortsteil           | Bild |
| --------------------------- | --------------------------- | ------------- | ----------------- | ------------------ | --- |
| Askanisches Gymnasium       | Askanischer Platz           | 1875          | 739               | Berlin-Tempelhof   | |
| Eckener-Gymnasium           | Hugo Eckener                | 1907          | 728               | Berlin-Mariendorf  | |
| Georg-Büchner-Gymnasium     | Georg Büchner               | 1974          | 546               | Berlin-Lichtenrade | |
| Luise-Henriette-Gymnasium   | Luise Henriette von Oranien | 1895          | 475               | Berlin-Tempelhof   | |
| Paul-Natorp-Gymnasium       | Paul Natorp                 | 1907          | 794               | Berlin-Friedenau   | |
| Rheingau-Gymnasium          | Rheingauviertel             | 1906          | 692               | Berlin-Friedenau   | |
| Robert-Blum-Gymnasium       | Robert Blum                 |               | 747               | Berlin-Schöneberg  | |
| Rückert-Gymnasium           | Friedrich Rückert           | 1909          | 763               | Berlin-Schöneberg  | |
| Ulrich-von-Hutten-Gymnasium | Ulrich von Hutten           | 1907          | 837               | Berlin-Lichtenrade | Bild gesucht Der Benutzer Pittacus1 wünscht sich an dieser Stelle ein Bild vom Ort mit diesen Koordinaten 52.385833333333 13.403888888889 . Motiv: Ulrich-von-Hutten-Gymnasium Hauptgebäude Falls du dabei helfen möchtest, erklärt die Anleitung , wie das geht. BW |

## Berufliche Gymnasien
Es gibt ein berufliches Gymnasium im Bezirk:
| Name      | Namensgeber | Gründungsjahr | Schüler (2023/24) | Ortsteil         | Bild |
| --------- | ----------- | ------------- | ----------------- | ---------------- | ---- |
| OSZ Lotis |             | 1979          |                   | Berlin-Tempelhof |      |

## Ehemalige Gymnasien
| Name                         | Namensgeber                                  | Gründungsjahr | Schließung                 | Nachfolger                                                                  | Ortsteil          | Bild |
| ---------------------------- | -------------------------------------------- | ------------- | -------------------------- | --------------------------------------------------------------------------- | ----------------- | ---- |
| Gymnasium Friedenau          | ehemals eigenständige Landgemeinde Friedenau | 1903          | nach dem Zweiten Weltkrieg | Friedrich-Bergius-Schule (seit 1958)                                        | Berlin-Friedenau  |      |
| Chamissoschule               | Adelbert von Chamisso                        | 1900          | ca. 1941                   | Albert-Einstein-Volkshochschule, Grundschule am Barbarossaplatz (seit 1990) | Berlin-Schöneberg |      |
| Helmholtz-Realgymnasium      | Hermann von Helmholtz                        | 1902          | ca. 1945                   | Uckermark Grundschule                                                       | Berlin-Friedenau  |      |
| Prinz-Heinrichs-Gymnasium    | Prinz Heinrich von Preußen                   | 1890          | 1945                       | Anna-Freud-Schule – Fachschule für Sozialpädagogik (seit 2026)              | Berlin-Schöneberg |      |
| Werner-Siemens-Realgymnasium | Werner von Siemens                           | 1903          | 1935                       | Georg-von-Giesche-Schule (seit 1970)                                        | Berlin-Schöneberg |      |